# Dick’s Last Resort

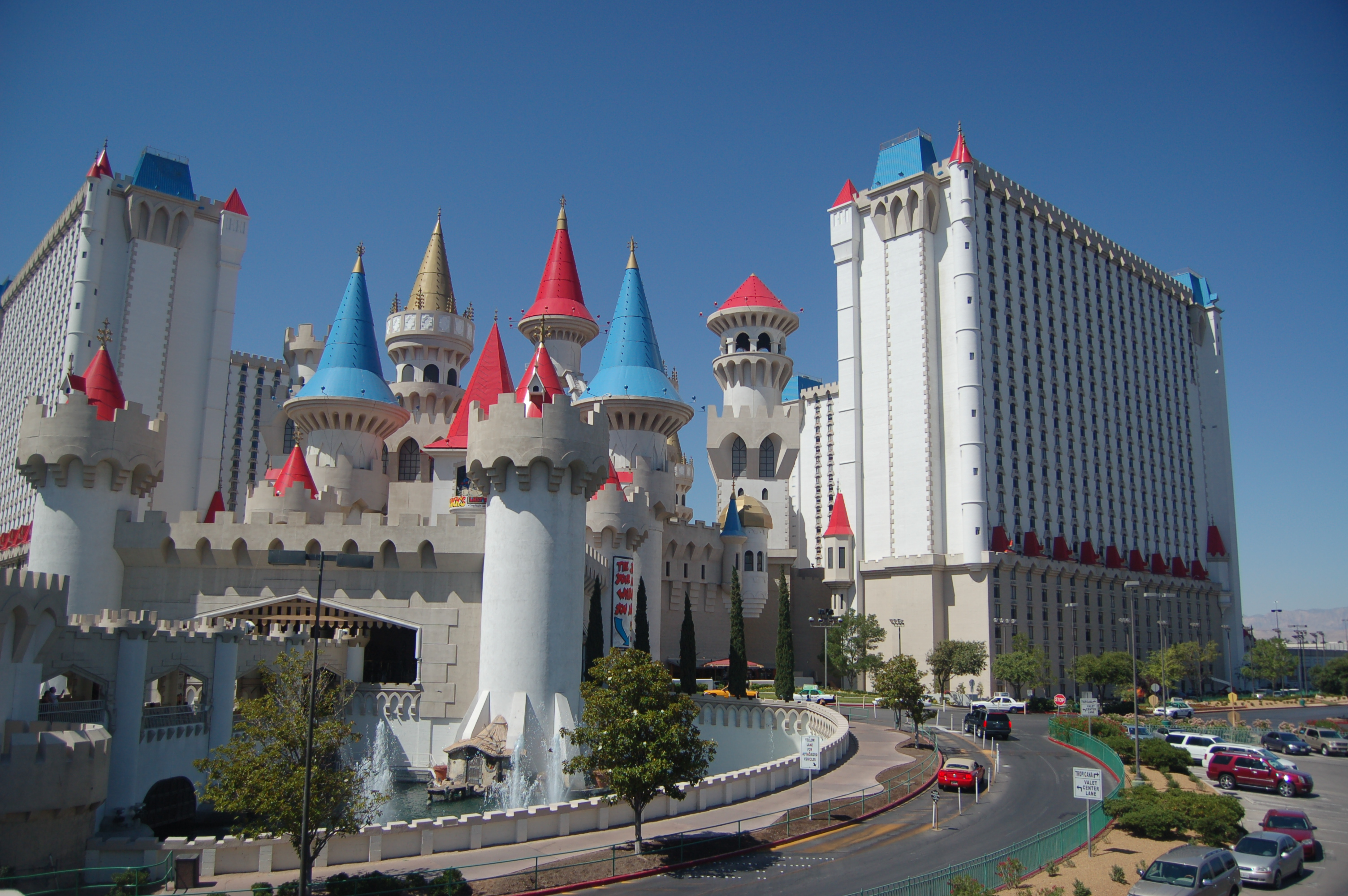
Реклама сети Dick's Last Resort на одной из центральных башен гостиницы Экскалибур в Парадайсе (на фото — левее ближней башни)

Dick’s Last Resort — американская сеть ресторанов, интерьер которых намеренно выполнен несуразным, а от персонала требуется быть невежливыми с посетителями.

## История
Сеть состоит из семнадцати ресторанов в разных штатах Америки. Первоначально их владельцы хотели открыть элитное учреждение, но потерпели неудачу и обанкротились. Затем собственники решили пойти на оригинальный шаг и создать вместо фешенебельных «неряшливые» рестораны, что привело к успеху. В 1995 году компания попыталась пробиться в Европу и открыла ресторан в Лондоне, но попытка оказалась неудачной и ресторан был продан в начале 1996 года.
Персонал ресторанов специально работает под видом невежливых официантов, на столах нет скатертей и салфеток, а если клиент просит салфетки, персонал кидает их в клиента. Меню находится под влиянием южной кухни, состоящей из гамбургеров, барбекю и морепродуктов.
В нём присутствуют экстравагантные блюда, например «сладострастная грудь-гриль» Долли Партон. В дополнение к напиткам предлагаются сувениры и наклейки с текстом типа «Real Women Love Dick's» или «I Love Dick's». Интересно, что посетителям по желанию предлагаются нагрудники ручной работы и бумажные шапки, которые носятся во время пребывания в ресторане.
Несмотря на такой антураж, рестораны сети процветают, потому что персоналу удается не перегибать палку и настраивать посетителей таким образом, чтобы всё воспринималось в шутку. При этом Dick's Last Resort является хозяином мероприятия «Mardi Gras Madness» на ежегодном фестивале Марди Гра в Новом Орлеане, на котором собранные пожертвования передаются благотворительным организациям.
В 2008 году Стив Шифф продал свою компанию группе инвесторов.